# Torreciudad
Torreciudad [toresju'dat] je marijansko romarsko središče v provinci Huesca (Aragonija) na severovzhodu Španije. Njegovo postavitev je v drugi polovici 20. stoletja spodbudil sv. Jožefmarija Escrivá, ustanovitelj Opus Dei. 
Svetišče je 2019 obiskalo 210.000 ljudi, dva odstotka več kot leto prej. Leto kasneje se je število zaradi splošnih omejitev v turizmu prepolovilo. Po drugi strani se je na družbenih omrežjih Torreciudada močno povečalo število sledilcev in ogledov, slednjih so v 2020 zabeležili več kot 2,5 milijona iz 50 različnih držav.
Poleg Pilarske in Lurške Matere božje, Montserratske device in Device iz Meritxella je svetišče Torreciudad del romarske poti Ruta Mariana.

## Opis
Romarsko središče se nahaja na levem bregu reke Cinca nad umetnim jezerom, ki ga zadržuje jez El Grado, 75 kilometrov od Huesce, prestolnice istoimenske pokrajine v avtonomni skupnosti Aragonija. Valencijski arhitekt Heliodoro Dols je projekt zasnoval sodobno v kombinaciji z lokalno arhitekturo, ki združuje kamnite in opečne zidake. V središču pozornosti je sedeča Marija z detetom, Kraljica angelov, romanski kip iz črnega topola.
Poleg nudenja duhovne oskrbe se v Torreciudadu odvijajo tudi izobraževalne in kulturne dejavnosti, kot so orgelski koncerti. V njem so 2020 vzpostavili nov avdiovizualni prostor s tehnologijo navidezne resničnosti Vive la experiencia de la fe, ‘Živi izkušnjo vere’, v cerkev pa namestili sistem laserjev za video mapping oz. video projekcijo na retabel.

### Retabel in kapela z Najsvetejšim
O oltarnem nastavku je Escrivá dejal, naj bo veroučen, sodoben, dobro narejen in sploh nekaj posebnega, da bo lahko ganil tako visoke kulturneže kot otroke. Izdelal ga je katalonski kipar Joan Mayné. Za 14 x 9 metrsko delo je potreboval tri leta.
Alabastrni retabel se navdihuje pri renesančnem plateresku, značilnem za Aragonijo. Na sredini zgoraj ima prostor za tabernakelj, zaradi česar učinkuje kot monštranca, v spodnji polovici prostor s kipcem torreciudaške Marije, med njima pa je podoba križanega. Okoli tega so prizori iz Marijinega življenja: zgoraj levo Zaroka z Jožefom, pod tem angelovo oznanjenje, obisk pri sestrični Elizabeti, zgoraj desno Jezusovo rojstvo s čaščenjem pastirjev, pod njim beg v Egipt in prizor svete družine v Jožefovi delavnici. Na vrhu oltarnega nastavka je podoba Marijinega kronanja v nebesih.
Na retablu so še zavetniki in priprošnjiki Opus Dei: sveti Thomas More, Nikolaj iz Mire in Janez Marija Vianney; nadangeli Mihael, Gabriel in Rafael, apostola Peter in Pavel, apostol Janez Evangelist, angel varuh in sv. Katarina Sienska.
Na levi strani cerkvene ladje v kapeli z Najsvetejšim je Razpelo. Pozlačen bronasti kip naravne velikosti je delo italijanskega umetnika Pasquala Sciancalepora. Njegova posebnost je, da križani deluje kot živ in s pogledom uzrt v gledalca.

### Kripta in ostale zanimivosti
V cerkveni ladji so orgle s 4072 piščalmi in 25 cevnimi zvonovi. V prostorih pod glavnim oltarjem je še slika Jezusovega Srca, delo Federica Laorge in retabel z Marijinim medaljonom.
Ob zunanji ploščadi cerkve so v različnih hodnikih na keramiki upodobljene skrivnosti rožnega venca, ki jih je skupaj s križevim potom oblikoval Aragonec José Alzuet. Ob poteh, ki vodijo do starodavne kapelice, pa so prizori »žalosti in veselja« iz življenja sv. Jožefa. Te je v podobnem slogu ustvarila Palmira Laguéns.
Alzuet je oblikoval tudi mozaike kapel, posvečenih Loretski, Pilarski in Guadalupski Materi Božji, ki so v kripti svetišča, kamor se dostopa z zunanje ploščadi. V spodnjih prostorih je poleg spovednic obenem še obsežna zbirka Marijinih kipcev in podob s celega sveta, na koncu hodnikov pa kapela Svete družine.

## Zgodovina

### Ime in starodavna kapelica
Ime svetišča se navezuje na mesto ob stolpu (Turris Civitatis), ki je muslimanom služilo kot branik pred kristjani, ki so s severa osvajali izgubljena ozemlja. Po uspešni ponovni osvojitvi so 1084 v čast Mariji posvetili kapelico, ki je s kipom ohranjena še danes. Prav tako so ob kapelici vidni ostanki stražnega stolpa, ki spominja na nekdanji položaj kraja med rekonkvisto.
Skozi zgodovino je bil Torreciudad kljub težki dostoponsti priljubljena romarska točka, zlasti med okoliškimi prebivalci, ki so kapelico obiskovali v priprošnji in da bi Mariji izkazali svojo naklonjenost. Več zgodovinskih virov priča o uslišenih prošnjah, uslugah in ozdravljenjih.
Kipec je bil ob postavitvi novega svetišča premeščen v cerkev, v 1969 obnovljeno kapelico pa nameščena slika, ki odraža podobo kipca, odetega s plaščem, kakršna je bila pred restavracijo.

### Sv. Jožefmarija Escrivá in novo svetišče
Med vidnejšimi uslišanji torreciudaške Marije je ozdravljenje tedaj dvoletnega sv. Jožefmarija Escrivája, čigar staršem sta družinska zdravnika zaradi neustavljive okužbe že napovedala smrt. Po vztrajni molitvi in obljubi, da z detetom h kapelici oditeta na romanje, je bolezen nepričakovano izginila.
Zgoraj omenjeni Escrivá, ustanovitelj Opus Dei, je pol stoletja kasneje v želji, da bi ljudem poživela vera in pobožnost do torreciudaške Marije, spodbudil postavitev novega svetišča. Iniciativo so prevzeli nekateri verniki organizacije in pri barbastrškem škofu pridobili služnostno pravico za vzdrževanje in obnovo kraja. Arhitekturno delo je bilo 1963 zaupano Heliodoru Dolsu, prejemniku (sicer za drugo delo) državne nagrado za arhitekturo, prva dela pa so se po ustanovitvi Torreciudaškega patronata začela 1968. Pri zbiranju sredstev za postavitev svetišča je sodelovalo na tisoče vernikov in sodelavcev Dela s celega sveta. Od projekta se je okoristilo več kot 600 družin okoliških krajev, kar je pomagalo ustaviti upadanje števila prebivalcev v regiji.
Za svetišče je Escrivá želel, da bi bilo »čudovito sredstvo, po katerem bi Naša Gospa k ljubezni svojega Sinu približala mnogo ljudi.« V njem je obenem hotel veliko spovednic, v katerih bi se ljudje »prečistili po zakramentu svete spovedi, utrdili ali obudili svojo vero in se – prerojeni v duši – naučili posvečevati ter ljubiti delo, hkrati pa povsod prinašati mir in veselje Jezusa Kristusa.«
Ustanovitelj se je od detinstva v Torreciudad prvič vrnil aprila 1970 in po makadamskih poteh bos opravil kratko spokorno romanje. Začetek te poti danes obeležuje razgledna točka s križem, približno kilometer pred svetiščem. Na romanje se je odpravil še maja 1975, nekaj tednov pred svojo smrtjo in tik pred otvoritvijo svetišča. Na zadnjem romanju je posvetil glavni oltar. Po njegovi beatifikaciji je umetnik oltarnega nastavka ustvaril Escrivájev kip, kako kleči, zbran v molitvi, obrnjen proti oltarju. Torreciudad je svoja vrata odprl 7. julija 1975.
Štiri leta po otvoritvi je politično-vojaški odsek ETE v svetišču namestil bombo. Eksplozija je močno poškodovala nekatere prostore v kripti, a poškodovan ni bil nihče, saj je bilo območje že zaprto.
Od 2017 sta v romarskem središču tudi podobi brezjanske Marije Pomagaj in Ptujskogorske Matere Božje.